# Серрюэль
Серрюэ́ль (фр. Serruelles) — коммуна во Франции, находится в регионе Центр. Департамент — Шер. Входит в состав кантона Шатонёф-сюр-Шер. Округ коммуны — Сент-Аман-Монтрон.
Код INSEE коммуны — 18250.
Коммуна расположена приблизительно в 220 км к югу от Парижа, в 120 км южнее Орлеана, в 23 км к югу от Буржа.

## Население
Население коммуны на 2008 год составляло 53 человека.
| 1962 | 1968 | 1975 | 1982 | 1990 | 1999 | 2008 |
| ---- | ---- | ---- | ---- | ---- | ---- | ---- |
| 45   | 57   | 45   | 52   | 61   | 58   | 53   |

## Экономика
Основу экономики составляют лесное и сельское хозяйство.
В 2007 году среди 43 человек в трудоспособном возрасте (15-64 лет) 33 были экономически активными, 10 — неактивными (показатель активности — 76,7 %, в 1999 году было 72,7 %). Из 33 активных работали 32 человека (17 мужчин и 15 женщин), безработной была 1 женщина. Среди 10 неактивных 1 человек был учеником или студентом, 5 — пенсионерами, 4 были неактивными по другим причинам.

## Достопримечательности
- Церковь Сент-Юрсен (XIII век). Исторический памятник с 1981 года[3]
- Усадьба Ламбюссе (XVII век)